# Julien Vallou de Villeneuve

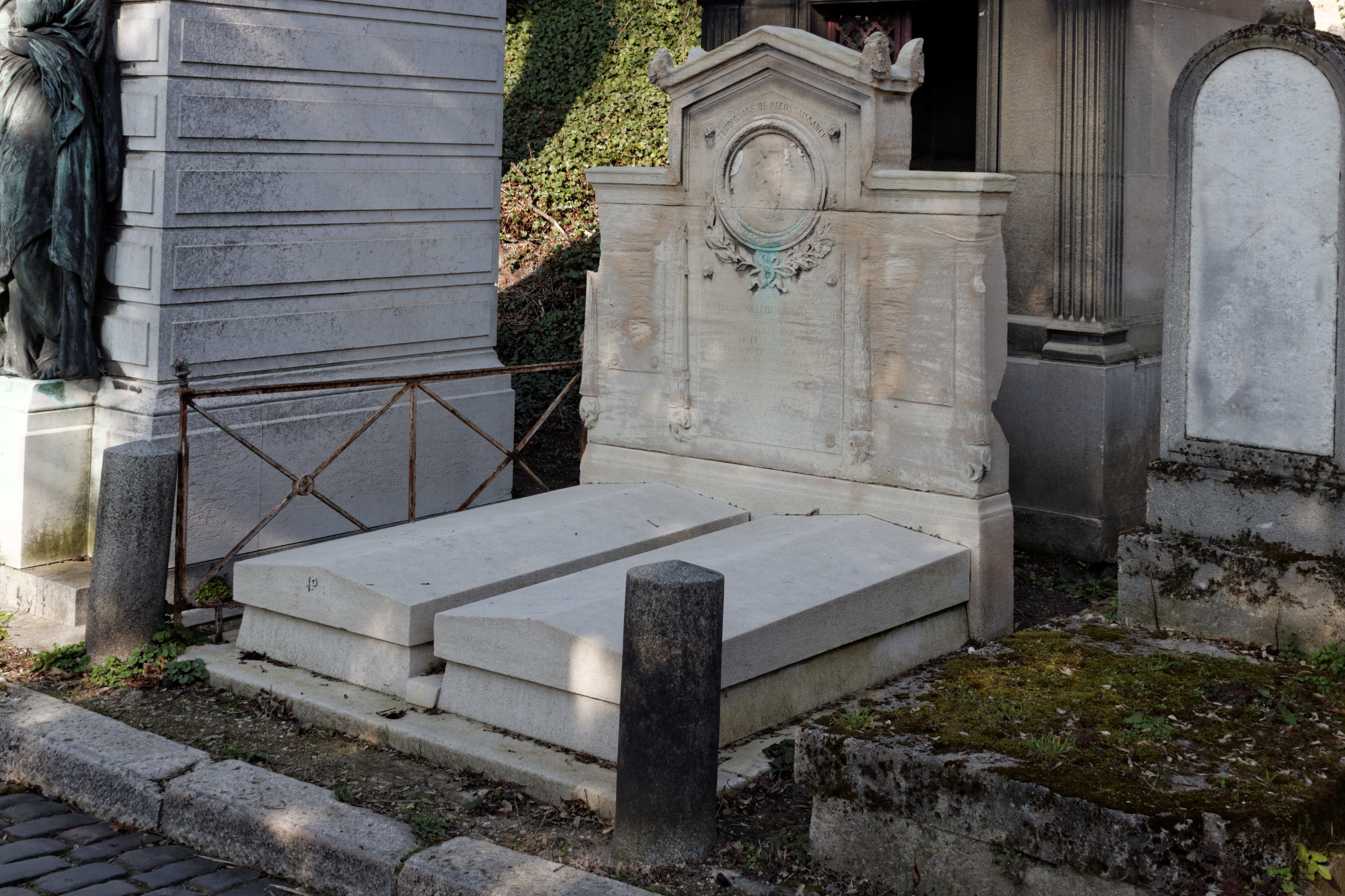
La tomba di Julien Vallou de Villeneuve al cimitero di Père-Lachaise.

Julien Vallou de Villeneuve (Boissy-Saint-Léger, 12 dicembre 1795 – Parigi, 4 maggio 1866) è stato un pittore, litografo e fotografo francese.

## Biografia
Julien Vallou de Villeneuve nacque il 12 dicembre 1795 a Boissy-Saint-Léger, in una famiglia benestante. Era il fratello di Théodore Ferdinand Vallou de Villeneuve, drammaturgo, autore di un centinaio di opere teatrali.

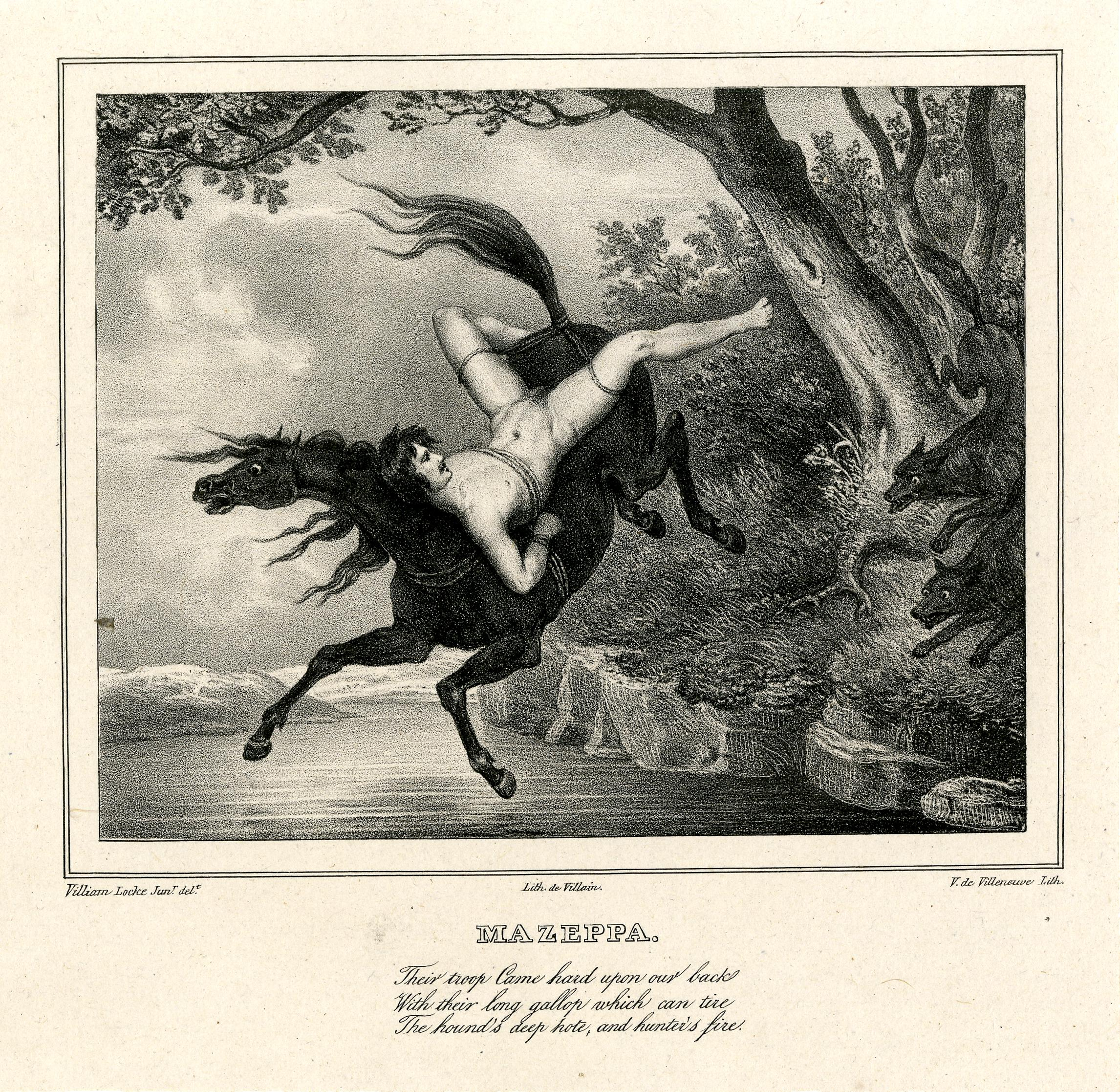
Una litografia che illustra una scena del Mazeppa di Byron.

Egli fece il suo debutto al Salone del 1824. Si definì uno studente di Ambroise Louis Garneray, che era appena tornato da Londra, ma anche del miniaturista Frédéric Millet (1786-1859), di Jean-Baptiste Isabey e di François Alexandre Pernot. Nel 1827 espose le sue prime litografie, delle scene di genere (come La Veuve du marin da un'opera di Jean-Augustin Franquelin), ispirate ai Paesi Bassi e ai pittori inglesi. Sempre inglesi sono i soggetti di alcune litografie, incluse delle illustrazioni per le opere di George Byron. In quel periodo risiedeva a Parigi, in rue Neuve-des-Petits-Champs. Gli editori parigini delle sue litografie furono Jeannin, Charpentier, Régnier (anche incisore per Le Musée de l'amateur), Rittner et Goupil. Costoro gli commissionarono, a cavallo degli anni 1830, delle cosiddette immagini "libere", dei soggetti leggeri o talvolta erotici, ma senza mai essere pornografici, pubblicati in degli albi, a fianco, tra gli altri, a quelli di Achille Devéria.

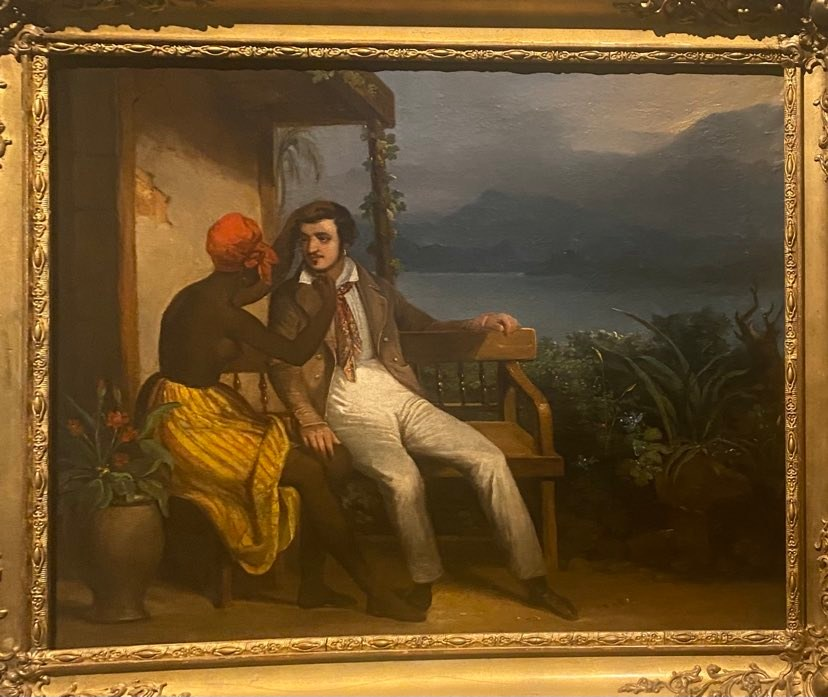
Petit maître que j'aime, 1840

In seguito, egli espose con regolarità dipinti, disegni, acquarelli e delle litografie dai temi ispirati alla vita quotidiana dei contadini, oppure con dei costumi regionali, se non esotici, fino al 1849. Petit maître que j’aime ("Il padroncino che amo") è un olio su tela datato al 1840. Questo dipinto mostra una scena della vita a Saint-Domingue e in particolare una relazione tra un padrone e una schiava nelle piantagioni. In questo quadro si ritrovano il gusto per l'esotismo, un'idealizzazione della natura e la rappresentazione sensuale dei corpi femminili. Questo dipinto, e soprattutto il suo titolo, evidenziano la visione distorta del rapporto fra padrone e la schiava. Si contano anche scene galanti, segnate dal gusto borghese dell'epoca, che idealizzava il mondo rurale. Nel 1835, al salone Jouvenet di Rouen, ottenne una medaglia d'oro per L'Amour sous les toits, che la critica, tuttavia, giudicò "troppo manierato" e un po' sdolcinato.
Sembra che Vallou de Villeneuve non abbia più realizzato dei dipinti a partire dal 1850-1851. Passò alla fotografia forse intorno al 1849, avviato da André Giroux. Fu un membro della Società eliografica, nata da poco e durata poco, la prima associazione al mondo di appassionati di questa nuova tecnica che ormai cercava di realizzare delle vedute artistiche, e non soltanto dei semplici ritratti. Nel 1854, fu uno dei cofondatori della Società francese della fotografia. Il suo studio, situato a Parigi, al numero 18 della rue Bleue, sfornò un numero significativo di scatti di nudi femminili, a partire da modelle delle quali alcune, secondo Jean Adhémar, avrebbero ispirato, tra le altre, delle composizioni di Gustave Courbet, ma anche dei ritratti degli attori del Théâtre Français, come pure qualche paesaggio. Esistono infatti delle fotografie di nudo (in particolare lo Studio di nudo n. 1906) che sono molto simili a una delle due figure del dipinto Le bagnanti che Courbet dipinse nel 1853. Non si hanno più tracce della sua attività fotografica dopo il 1855.
Morto a Parigi il 4 maggio del 1866, Julien Vallou de Villeneuve è sepolto nella trentunesima divisione del cimitero di Père-Lachaise.

## Galleria d'immagini

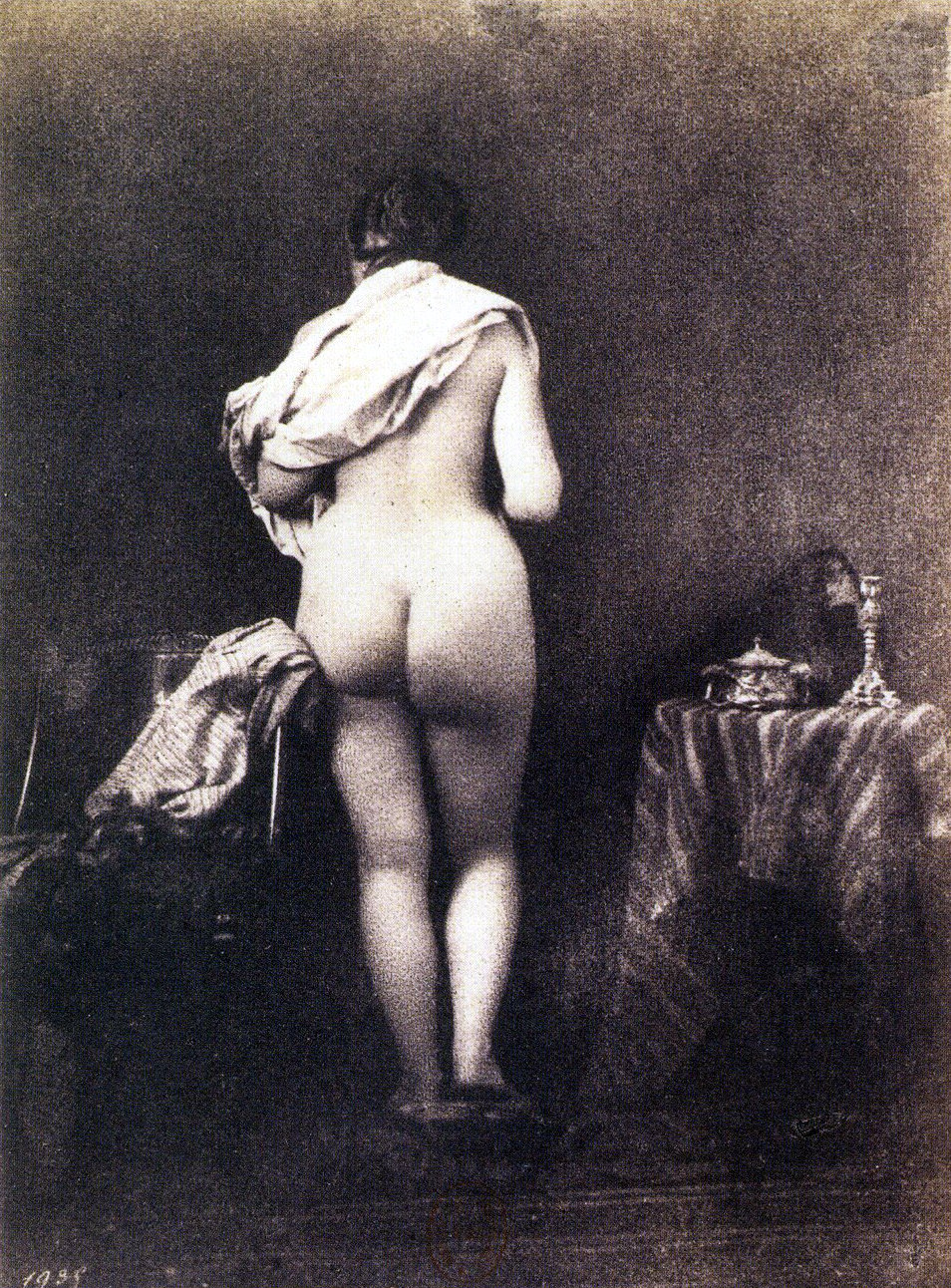
Studio di nudo, n. 1935, 1853
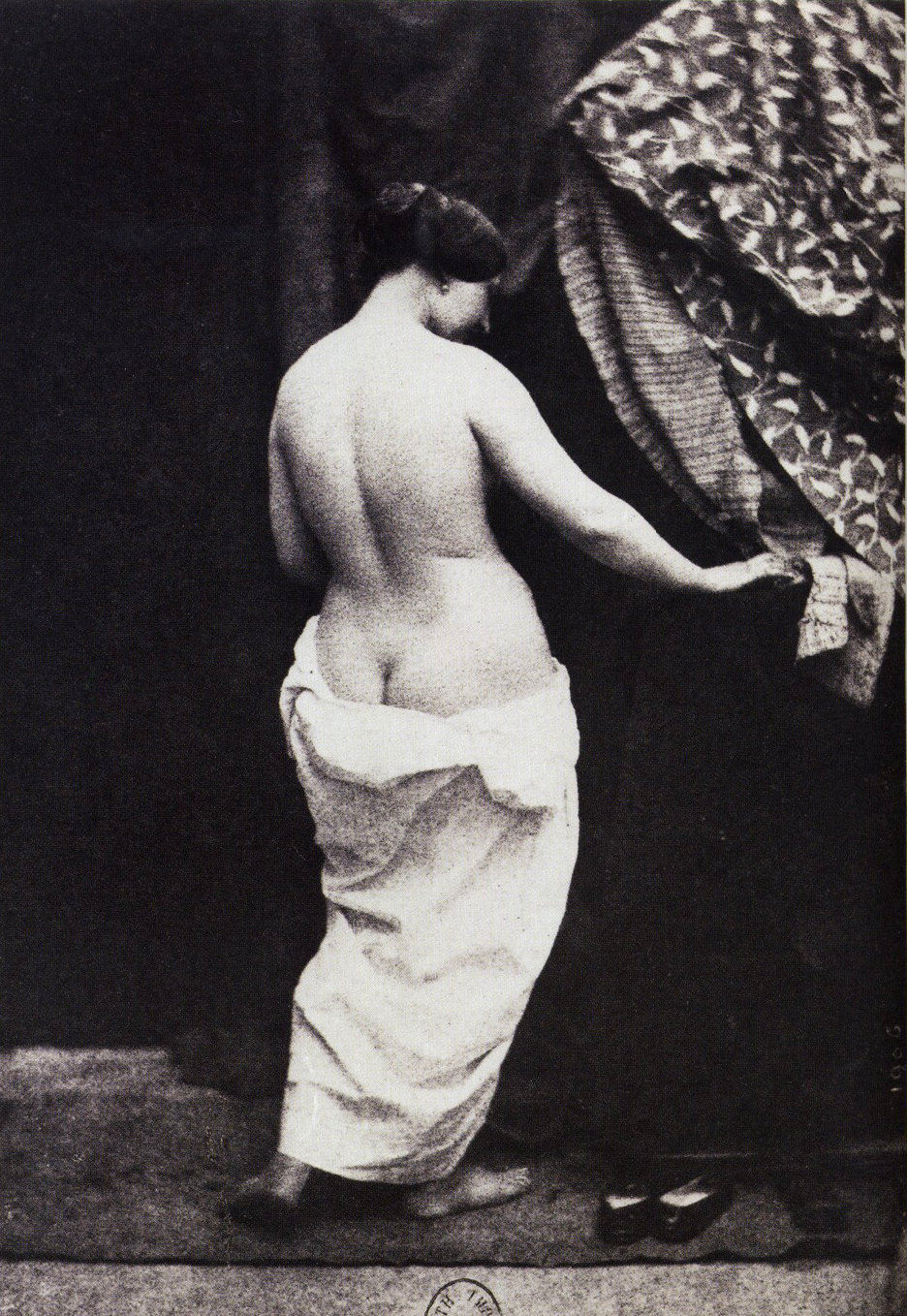
Studio di nudo, n. 1906, 1854
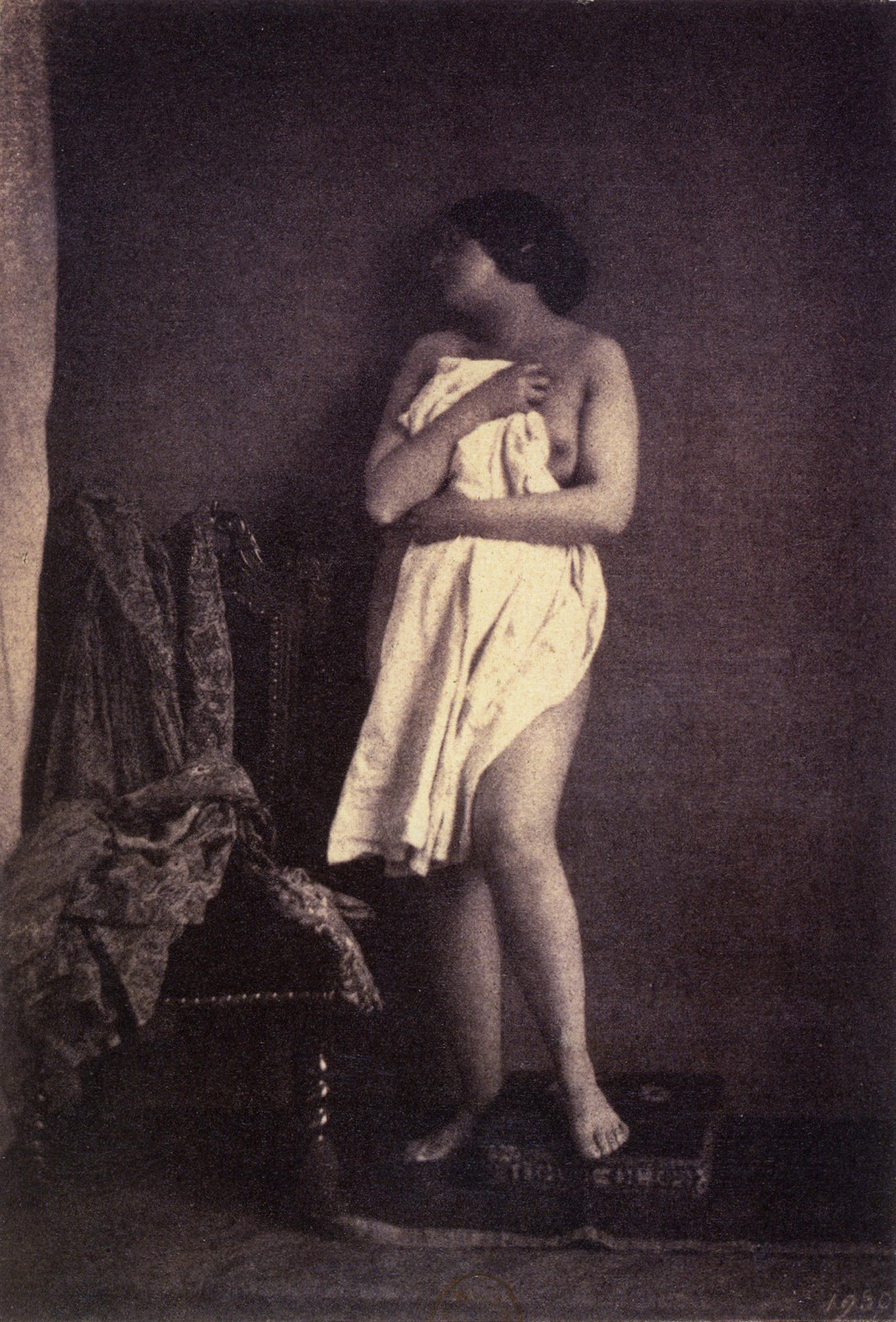
Studio di nudo, n. 1930, 1854